# 蔡智堪
蔡智堪（さい ちかん、1888年 - 1955年9月29日）は台湾人で苗栗の出身。1928年4月、彼は皇室の文書整理係として日本に渡り、皇室の書庫の整理作業に従事する。その際に、「東方会議」の記録文書を発見し、極秘裏にメモを取る。これが後にいわゆる田中上奏文と呼ばれるものとなる。

## 田中上奏文の経緯
この文書には、日本の世界征服の野心が述べられており、その手始めに中国を征服するためには満州を征服することが必須であるとしていた。そして数回に分けて中国の東北部を返還するとともに、張学良の外交秘書である王家楨に東北部の統治を任せ、その後、張学良の考えに基づく国民政府にそれを譲る。そのうえで南京と北京との統一を刊行物のうえで公示する、という日本政府による初期の中国征服計画が書かれていたとされる。
田中上奏文の存在は1929年12月、南京で発行されていた月刊誌『時事月報』に、中国文で『田中義一上日皇之奏章』として発表されたことで一般に知れ渡る。また日本政府も、それ以前に中国においてそのような文書が出回っていることは把握していた。しかしながら、当時の会議に死んだはずの山縣有朋が参加していることになっているなど、田中上奏文には日本の政府関係者が書いたとは思えないような明らかな間違いが多数あり、当初から偽造怪文書であることが指摘されていた。しかしながら、いったい誰が何の目的で作ったものなのか、またさらに、文書の出所や経緯などについてもはっきりしなかった。
1953年8月末、香港のある新聞社を通じてそれが伝えられた。そして、9月2日にその当時の連合報の前身の一つの新聞が、「田中上奏文」はある台湾人が暴露したものだとその第一報を報じ、続けて1953年9月7日、12日と関連記事が掲載されたことにより、その全様が明らかになった。そして、その当時の国民党の党史編纂委員会の主任委員であるzh:羅家倫が全ての経緯を説明した。
蔡智堪は1955年9月29日、台湾の台南で病気のため逝去した。彼の死後、国民党は盛大で厳かな追悼会を行い、そして中華民国総統の蔣介石は彼を国家の功労者として表彰した。